# -stedt/-städt
Das Grundwort -stedt, -städt oder -stadt als Bestandteil von Ortsnamen stammt von Germanisch *staÞiz und bedeutet „Stätte“. Davon leitet sich für Ortsnamen die Bedeutung Wohnstätte („bewohnter Platz“) ab.

## Etymologisches

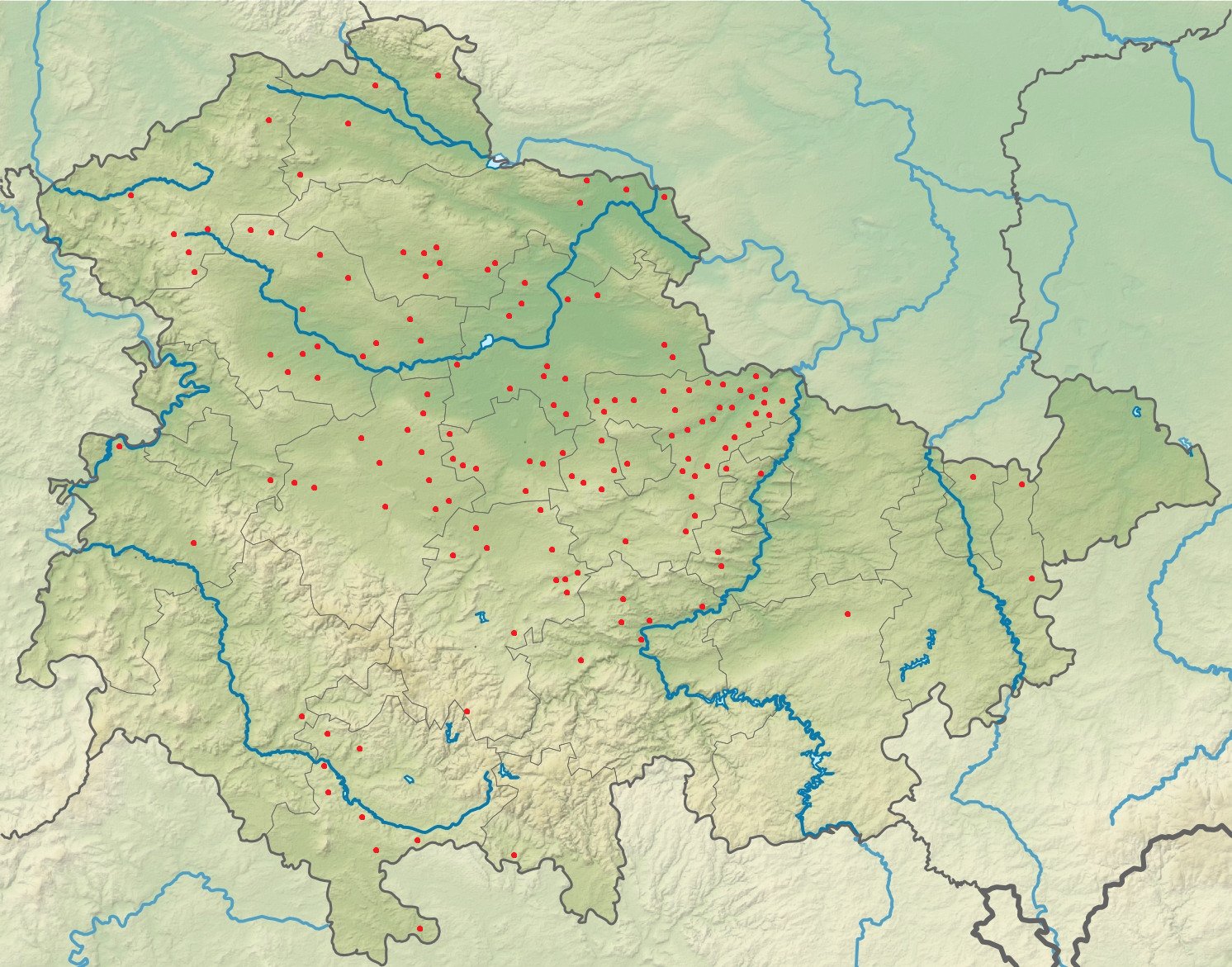
Darstellung aller Orte mit den Ortsnamensendungen -stedt (nordöstlich von Erfurt), -städt (südwestlich von Erfurt) und -stadt (südlich des Rennsteiges) in Thüringen.

Die Grundwörter -stedt, -städt oder -stadt kommen in unterschiedlicher Form und Schreibweise vor, sie stammen ab von germanisch *staÞiz, althochdeutsch stat, mittelhochdeutsch stete (durch i-Umlaut in alten lokativischen Dativformen) und bedeuten „Stätte, Stelle, Platz, Standort“. Sie eignen sich daher zur Benennung von Orten, in deren Namen sie die Bedeutung Wohnstätte annehmen. Die meisten dieser Siedlungsnamen kommen mit Personennamen im Bestimmungswort vor, es gibt diesen Ortsnamenstyp aber auch mit Flussnamen und Sachwörtern als Bestimmungswort.

## Geschichtliches
Der Ortsnamentyp mit der Grundform -stedt oder -städt entstand – so die Ortsnamenforscher – in seiner ursprünglichen Verbindung mit Personennamen während des Frühmittelalters in der Zeit zwischen 500 und 700 n. Chr. Orte mit dieser Grundform im Namen waren in der Regel germanische Gründungen; slawische Gründungen enthalten die Grundformen -stedt, -städt oder -stadt nicht. Zu diesem Ortsnamentyp gehören – etwa in Thüringen – die Ortsnamen Berlstedt, Buttelstedt, Cobstädt, Daberstedt, Döllstädt, Egstedt, Griefstedt, Nägelstedt, Sättelstädt, Tennstedt, Udestedt und Willerstedt.
Besonders häufig kommen diese Grundformen im altsächsischen Siedlungsraum von der Nordsee im Norden über Sachsen-Anhalt bis ins Thüringer Becken im Süden vor, wobei nördlich und östlich von Erfurt in den ehemals preußischen Gebieten -stedt verbreiteter ist, während in den südlich und westlich der Stadt gelegenen ehemals ernestinisch-sächsischen Gebieten -städt häufiger vertreten ist.
Ähnlichen Ursprungs ist die vor allem in Franken verbreitete Ortsnamenendung -stadt. Auch die Form -stadt des Grundworts trägt zunächst nicht die Bedeutung ‘Siedlung mit Marktrecht und Selbstverwaltung’. Sie hat sich aber besonders bei den Orten bewahrt, die Stadtrecht besitzen. Etwa für den Thüringer Raum trifft dies auf Arnstadt und Rudolstadt zu.
Die unterschiedlichen Schreibungen des Ortsnamentyps rühren her von den Schreibgewohnheiten der verschiedenen Kanzleien im Frühmittelalter.
Noch in der ersten Besiedlungswelle des mitteldeutschen Raums zwischen dem 8. und 11. Jahrhundert entstanden Ortsnamen nach diesem Ortsnamentyp.
Die Häufigkeit und die identische Aussprache führen zu Verwechslungen, beispielsweise zwischen Döllstädt und Döllstedt, Dingelstädt und Dingelstedt, Reinstädt und Reinstedt, Egstedt und Eckstedt, Ristedt und Riestedt, Wolferstedt und Wulferstedt, Buttstädt und Büttstedt, Bechstedt, Bechstedt-Wagd und Bechstedtstraß oder Wohlmirstedt und Wolmirstedt.
Der Ortsnamentyp kommt allerdings auch in neugegründeten Städten vor, wie zum Beispiel bei Norderstedt.